# Llaurí
Llaurí település Spanyolországban, Valencia tartományban. Llaurí Alzira, Corbera, Cullera, Favara, Valencia, Fortaleny és Sueca községekkel határos. Lakosainak száma 1236 fő (2024).

## Népesség
A település népessége az utóbbi években az alábbiak szerint változott:
| Lakosok száma | 1347 | 1269 | 1318 | 1313 | 1333 | 1274 | 1221 | 1170 | 1193 | 1236 |
|               | 2001 | 2004 | 2007 | 2009 | 2012 | 2014 | 2017 | 2019 | 2022 | 2024 |